# هوارد بيكر
هوارد بيكر (بالإنجليزية: Howard Baker) (و. 1925 – 2014 م) هو سياسي، ومحام، ودبلوماسي من الولايات المتحدة الأمريكية ولد في هانتسفيل.
تولى منصب رئيس موظفي البيت الأبيض (1987-02-27–1988-07-01)، وعضو مجلس الشيوخ الأمريكي (1967-01-03–1985-01-03)، وسفراء الولايات المتحدة الأمريكية في اليابان (2001-07-05–2005-02-17) .وهو عضو في الحزب الجمهوري .

## التعليم
تعلم في جامعة تولين، وجامعة تينيسي.

## جوائز
حصل على جوائز منها وسام الحرية الرئاسي.

## روابط خارجية
- هوارد بيكر على موقع IMDb (الإنجليزية)
- هوارد بيكر على موقع مونزينجر (الألمانية)
- هوارد بيكر على موقع ميوزك برينز (الإنجليزية)
- هوارد بيكر على موقع إن إن دي بي (الإنجليزية)
- هوارد بيكر على موقع ديسكوغز (الإنجليزية)
- هوارد بيكر على موقع قاعدة بيانات الفيلم (الإنجليزية)